# Dorota Dziurka
Dorota Dziurka (ur. 18 lipca 1969 w Środzie Wielkopolskiej) – polska specjalistka w zakresie technologii tworzyw drzewnych, mechaniczna technologia drewna, dr hab. nauk leśnych, profesor i kierownik Katedry Tworzyw Drzewnych Wydziału Technologii Drewna Uniwersytetu Przyrodniczego w Poznaniu.

## Życiorys
W 1993 ukończyła studia chemiczne na Uniwersytecie im. Adama Mickiewicza, 10 maja 2002 obroniła pracę doktorską Wpływ związków zawierających grupy acetylooctowe na właściwości płyt wiórowych zaklejanych żywicą mocznikową, 21 czerwca 2013 habilitowała się na podstawie pracy zatytułowanej pMDI jako środek wiążący w przemyśle tworzyw drewnopochodnych. Otrzymała nominację profesorską.
Piastuje stanowisko profesora nadzwyczajnego, oraz kierownika w Katedrze Tworzyw Drzewnych na Wydziale Technologii Drewna Uniwersytetu Przyrodniczego w Poznaniu. Nominacja profesorska została przyznana 8 maja 2023